# Liten taggpimpinell
Liten taggpimpinell (Acaena novae-zelandiae) är en rosväxtart som beskrevs av T. Kirk. Enligt Catalogue of Life ingår Liten taggpimpinell i släktet taggpimpineller och familjen rosväxter, men enligt Dyntaxa är tillhörigheten istället släktet taggpimpineller och familjen rosväxter. Arten har ej påträffats i Sverige. Inga underarter finns listade i Catalogue of Life.

## Bildgalleri

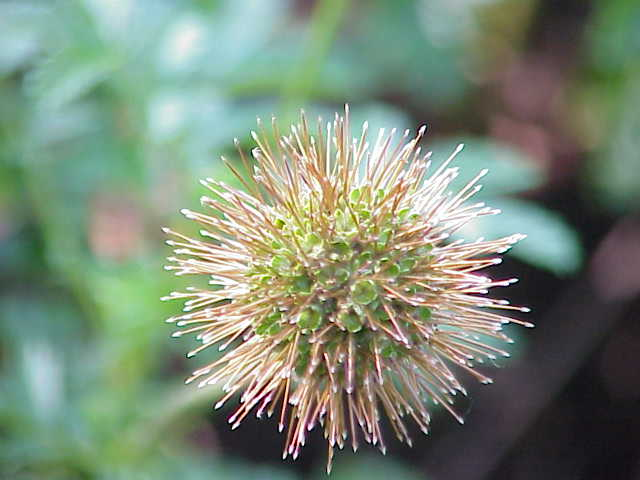
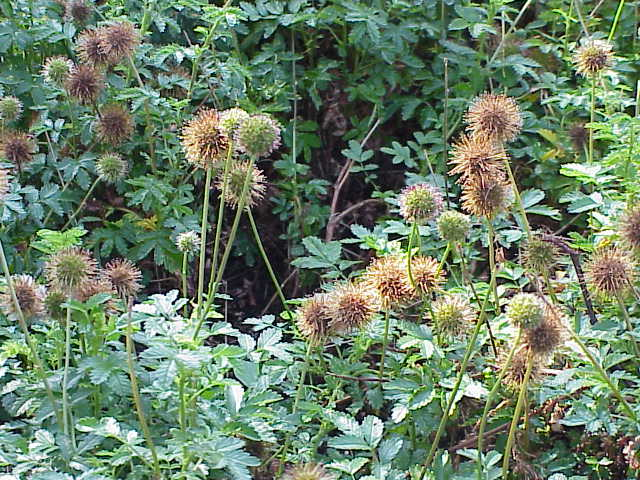
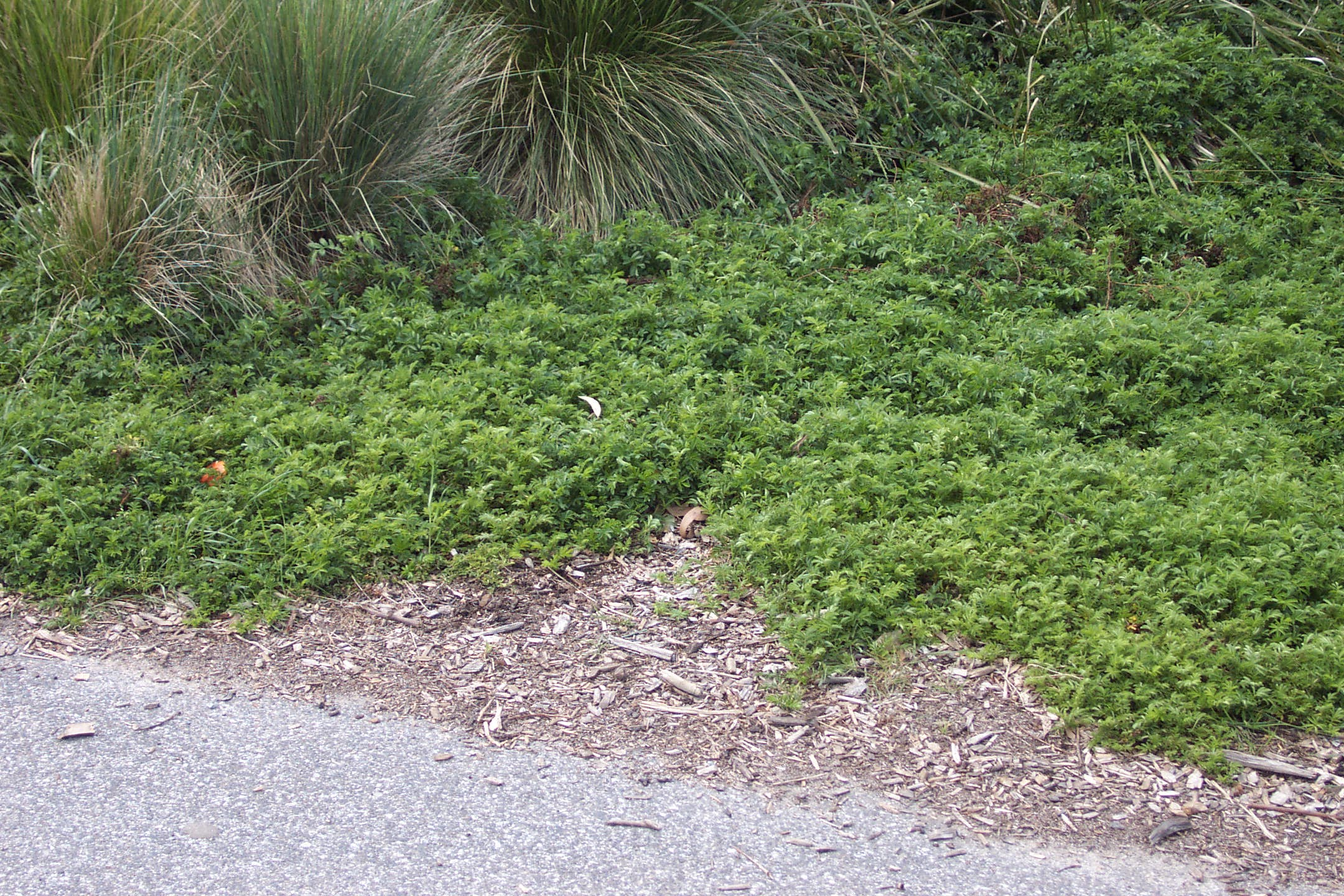
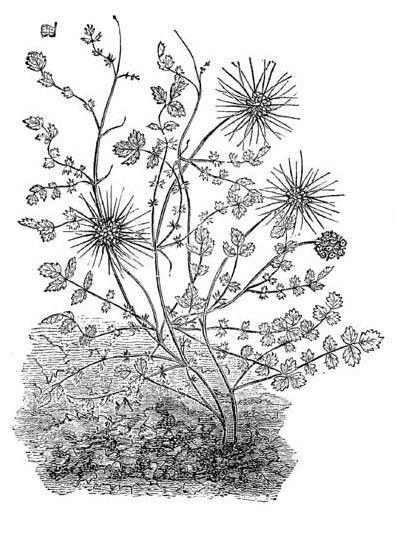
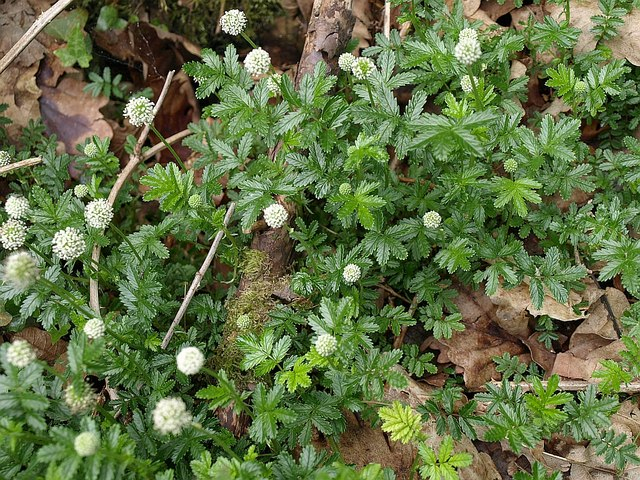